# Václav Havel
Václav Havel (udtale: [ˈvaːʦlaf ˈɦavɛl]) (født 5. oktober 1936 i Prag, død 18. december 2011 i Hrádeček) var en tjekkisk forfatter, dramatiker og politiker. 

## Politisk karriere
Havel var en af grundlæggerne af Charta 77, der udfordrede det kommunistiske styre i Tjekkoslovakiet. Efter Fløjlsrevolutionen, som markerede kommunismens fald i Tjekkoslovakiet i 1989, var han leder af det brede, demokratiske parti Borgerforum (Občanské fórum). Han blev i 1989 den sidste præsident for Tjekkoslovakiet og i 1993 den første præsident for Den Tjekkiske Republik – en post han besad indtil han i 2003 blev afløst af Václav Klaus.

## Forfatterskab
Havel er først og fremmest dramatiker, men han har også skrevet poesi og essayistiske bøger. Han fik sit gennembrud som dramatiker i 1963 med stykket Havefesten (Zahradní slavnost). Det blev fulgt op af Memorandum (Vyrozumění) fra 1965, som er et af hans mest kendte stykker. Et centralt tema i hans forfatterskab er den enkeltes fremmedgørelse over for den omgivende verden. Hans forfatterskab er desuden meget kritisk over for totalitære systemer såsom kommunismen, hvorfor han blev forvist fra teatret og i stedet begyndte sin politiske karriere (se ovenfor).